# Kurrende

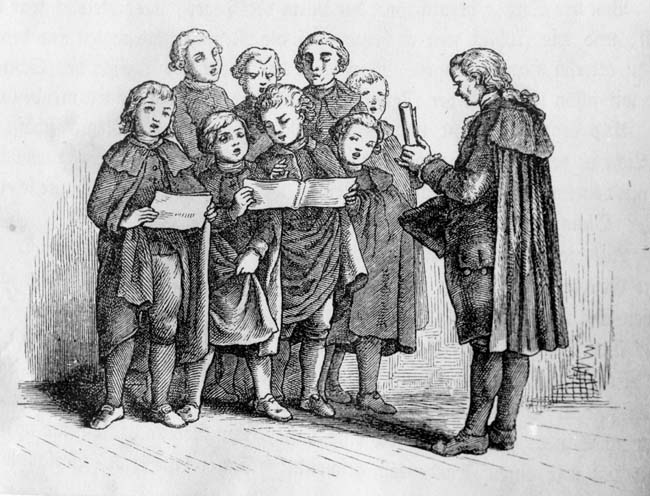
Kurrende im 19. Jahrhundert

Eine Kurrende [kʊˈʁɛndə] (lat.: currere = ‚laufen‘, also ‚Laufchor‘) war ursprünglich ein aus bedürftigen Schülern bestehender Chor an protestantischen Schulen, der unter Leitung eines älteren Schülers (des Präfekten) von Haus zu Haus zog oder bei Festen (zum Beispiel Hochzeiten, Beerdigungen) und Ähnlichem für Geld sang. Die Bindung zur evangelischen Kirche erfolgte in der Reformationszeit.

## Geschichte

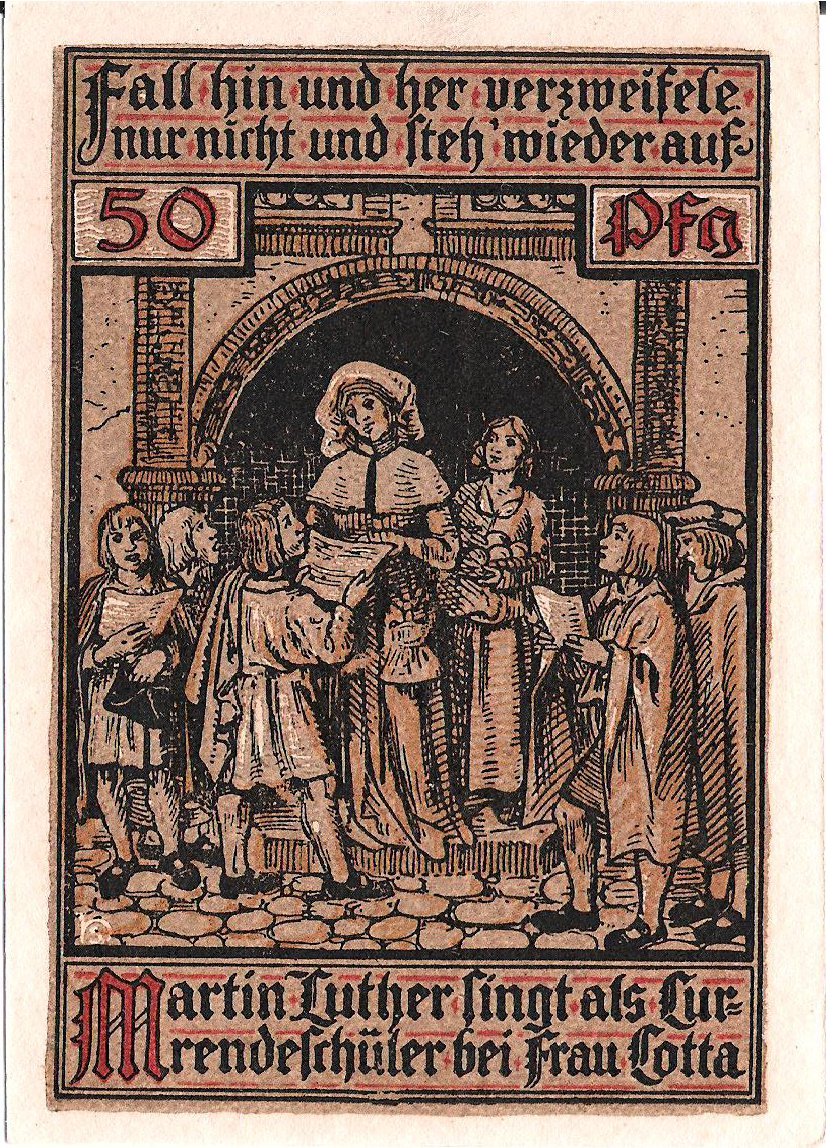
Eisenacher Serienschein mit der Aufschrift „Fall hin und her verzweifele nur nicht und steh’ wieder auf – Martin Luther singt als Currendeschüler bei Frau Cotta“

Martin Luther wird als Vorbild eines Kurrendesängers hingestellt. Dabei wird auf seine Schulzeit in Magdeburg und Eisenach verwiesen, wo er den Gesang gepflegt hatte, um „singend an den Türen sein Brot“ zu erwerben. Später prägte der Reformator das „freundlich mahnende Wort“: „Verzagt nicht ihr guten Gesellen, da ihr jetzt in die Kurrende geht; manchen unter euch ist ein Glück beschert, daran ihr jetzt nicht gedenket, allein seid fromm und fleißig.“ Vom 16. bis noch Ende des 19. Jahrhunderts stand der Gedanke der Wohltätigkeit zu Gunsten der Kurrendesänger im Vordergrund. Es wurden Kinder- und Jugendchöre gegründet, die besonders in der Advents- und Weihnachtszeit sowohl in Kirchen als auch an ungewöhnlichen Orten mit anspruchsvoller Musik auftraten, mit Schwerpunkt auf dem Bildungsgedanken und der Pflege kultureller Werte und christlicher Verkündigung.
In den 1930er Jahren wurde die Kurrende als „kirchlicher Knabenchor“ beschrieben und angemerkt, dass sie im „späten Mittelalter“ ein „aus bedürftigen Schülern gebildeter Chor“ war, der „vor den Häusern gegen Geldspenden sang.“ Diese Form eines auf Straßen um Gaben singenden Chores ging im 19. Jahrhundert allmählich verloren, es gab jedoch Wiederbelebungsversuche in verschiedenen Orten, zum Beispiel in Berlin: Am Reformationstag war die Kurrende der Berliner Stadtmission Jahr für Jahr auf Straßen und Plätzen der Hauptstadt unterwegs, darunter vor dem ehemaligen Lutherdenkmal an der Marienkirche im Zentrum Berlins, und sang evangelische Choräle vor einer „gewaltigen Zuhörerschaft“, wie es in einem Bericht aus den 1920er Jahren heißt. Die Berliner Stadtmission gewann die Erkenntnis: Der Erfolg des „gesegneten  und seit Luthers Tagen bekannten Dienst(es) der Kurrende“ hängt von einem Chorleiter ab, „der musikalisches Talent und pädagogische Geschick hat, mit der Kurrende dreistimmige Choräle und Volkslieder einzuüben, dass sie ohne Text und Noten, also auswendig … gesungen werden können.“ Die Kurrende der Berliner Stadtmission besuchte am Reformationstag im Jahre 1906 mit 100 jugendlichen und 40 erwachsenen Sängern sowie 20 Mitgliedern des Posaunenchores in einem Sonderzug mit weiteren Berlinern die Lutherstadt, um den Festgottesdienst in der Schlosskirche mitzugestalten. Die Festpredigt hielt der Berliner Pfarrer und Stadtmissionsinspektor Max Braun (* 1859; † 1925), der die Kurrende zusammen mit einem Kantor der Berliner Stadtmission leitete. Dabei erfuhren die Wittenberger, dass zu den Aufgaben der Kurrende in der Hauptstadt das Singen auf den Höfen der Berliner Wohnquartiere gehörte und auf Anforderung auch bei besonderen Anlässen wie Geburtstagen, Trauungen und Beerdigungen.
Die Stadtmission in Nürnberg unterhielt ebenfalls eine Kurrende. Diese Stadtmissionskurrende sang wöchentlich mit Unterstützung eines Posaunenchores auf den Straßen geistliche Lieder und diente mit ihrer Musik allen Zweigen der Inneren Mission und städtischen Wohlfahrtseinrichtungen.
Die Kurrendaner oder Kurrendschüler trugen oftmals kleine schwarze Radmäntel und flache Zylinderhüte. Luther als Kurrendeschüler bildete das Motiv für Gemälde mehrerer Historienmaler wie von Ferdinand Pauwels Luther singt als Currende-Schüler bei Frau Cotta in Eisenach 1499 und von Weiß Luther als Kurrendeschüler vor Frau Cotta singend. Kurrenden haben sich in Thüringen und Sachsen sowie als Kurrende des Staats- und Domchores Berlin unter der Trägerschaft der Universität der Künste bis heute gehalten.

## Heutige Formen

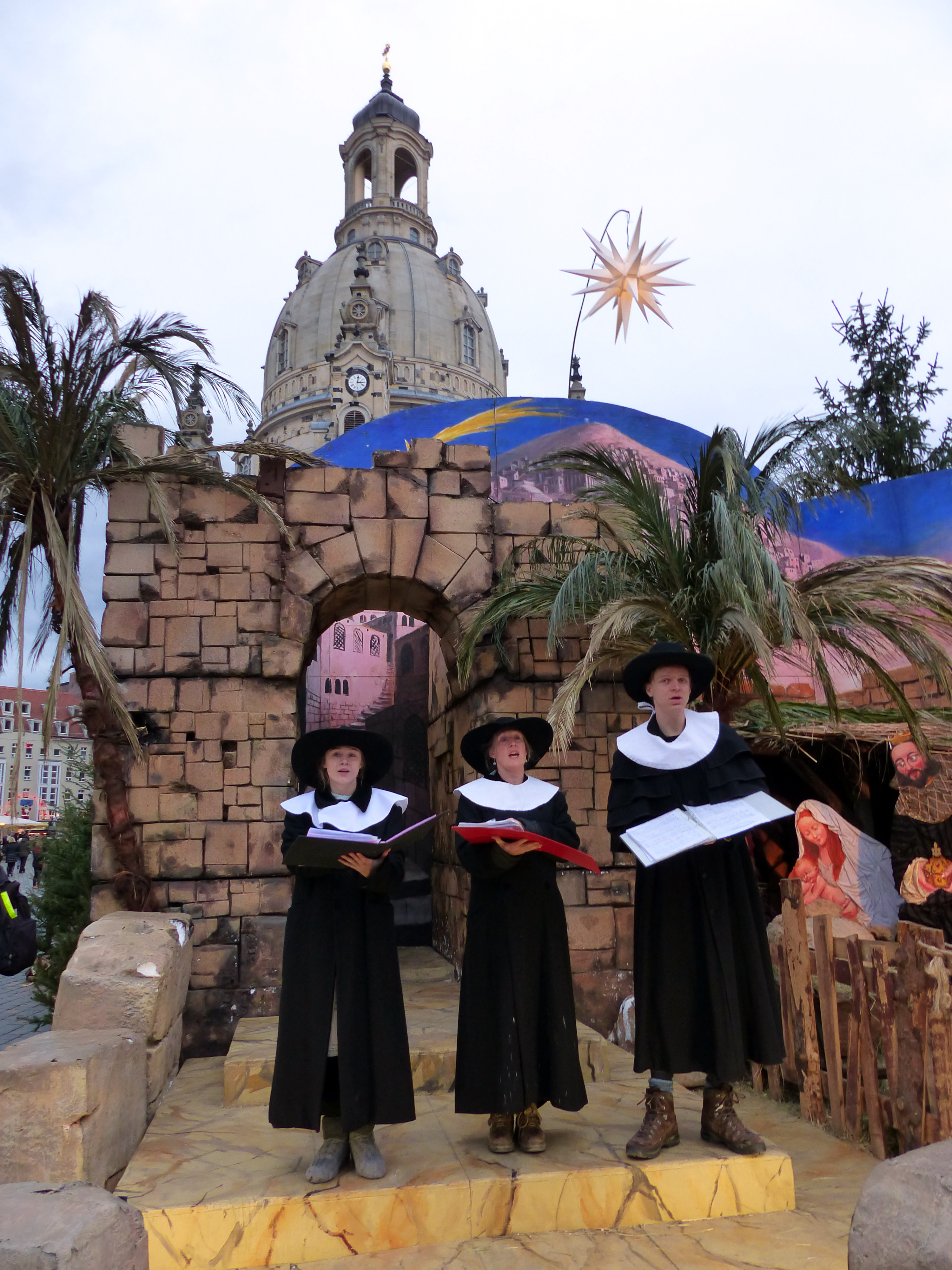
Kurrende auf dem Weihnachtsmarkt vor der Dresdner Frauenkirche

- Hauptaufgabe der Kurrende, die sich heute aus Jungen und Mädchen im Alter von 6 bis 14 Jahren zusammensetzt, ist die Gestaltung der Gottesdienst-Liturgie und der Wechselgesänge mit der Gemeinde. Viele Gemeinden haben des Weiteren eine Vorkurrende, die Vier- bis Sechsjährige spielerisch auf die Aufgaben in der Kurrende vorbereitet.
- Eine weitere Aufgabe von Kurrenden war der sogenannte Quempas, eine Abfolge von weihnachtlichen Gesängen im Gottesdienst.
- Auch sonst hat sich der Begriff über die Jahrhunderte erhalten, heute findet man vor allem an evangelischen Kirchen Kurrenden. So findet sich  in Wörterbüchern für Kurrende die Erklärung: evangelischer Kinderchor[16] und freiwilliger  Jugendchor der evangelischen Kirche.[17]
- Besonders im Erzgebirge gehören die Kurrenden noch zum normalen Gottesdienstablauf. Im Rahmen des umfangreichen weihnachtlichen Brauchtums ziehen die Kurrendesänger und -sängerinnen meist mit Kurrende- oder Mettenlaternen durch den Ort (siehe auch die Sternsinger in katholischen Gemeinden) und tragen Weihnachtslieder vor. In verschiedenen sächsischen Städten beschränkt sich das auf den Vortrag weihnachtlichen Liedgutes bei Rentnern und Rentnerinnen, die an den kirchlichen Aktivitäten zur Weihnacht schwer oder nicht teilhaben können.
- Der Chor der Studenten-Gemeinde Halle (Saale) unter Leitung von Reinhard Ohse bezeichnete sich in den 1950er Jahren und noch später als „Kurrende“[18] der Evangelische Studierendengemeinde (ESG). Auch der Chor der ESG an der Freien Universität Berlin nannte sich in den 1960er Jahren "Kurrende".
- Eine Kurrende muss jedoch nicht nur auf Chorsänger beschränkt sein. Auch viele Posaunenchöre ziehen noch heute durch ihre Orte und spielen insbesondere an den christlichen Hochfesten Ostern und Weihnachten zur Freude der Einwohner auf.
- Die Trachtengruppe des kleinen Schwarzwälder Ortes Kirnbach – mit dem berühmten Bollenhut – bezeichnet sich als „Kirnbacher Kurrende“.[19]

## Erzgebirgische Volkskunst

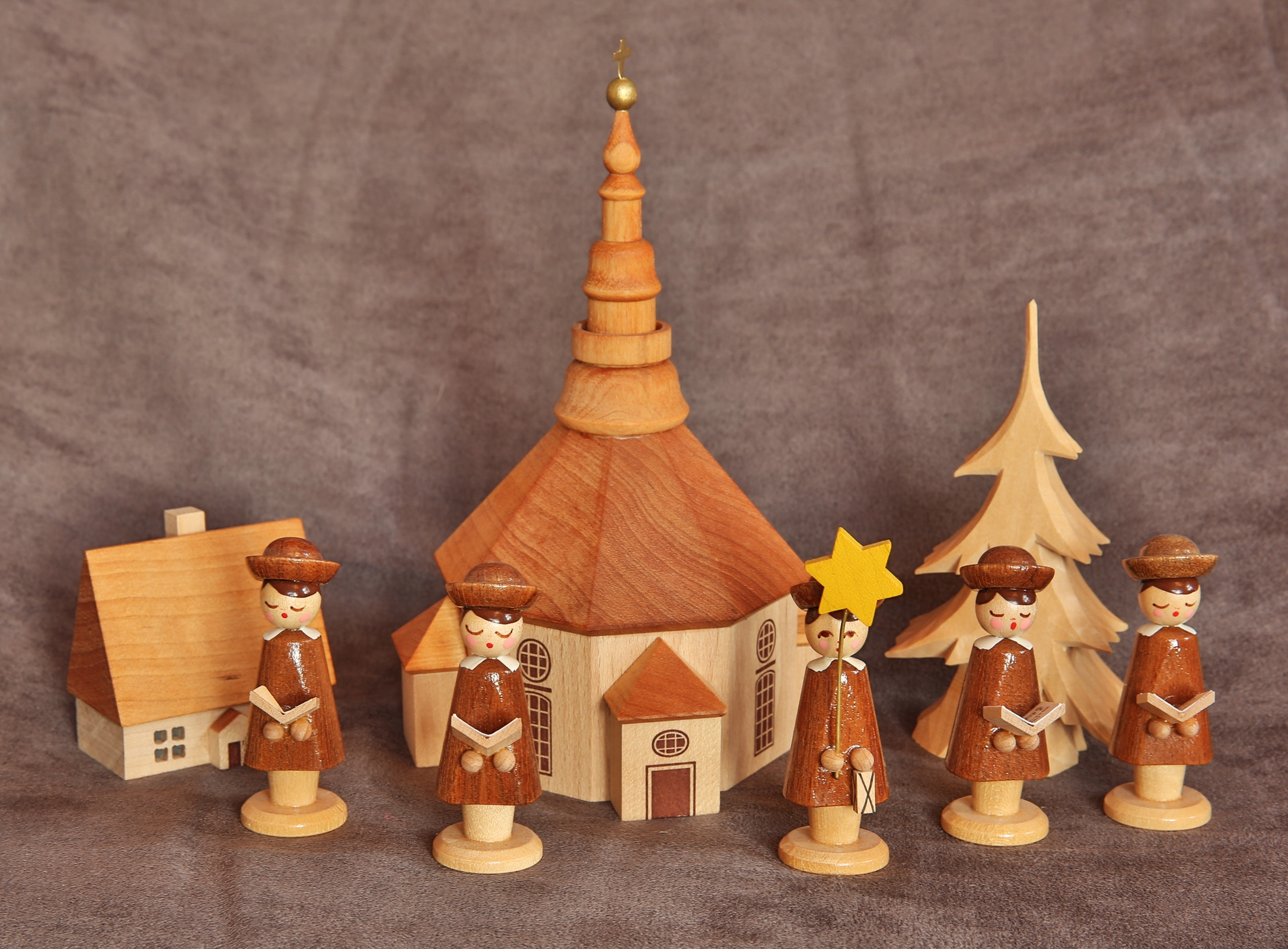
Darstellung einer Kurrende vor der Seiffener Kirche als Teil der Erzgebirgischen Volkskunst

Bekannt geworden ist die Darstellung der Kurrende mit geschnitzten oder gedrechselten Figuren, wie sie traditionell von den Holzschnitzern im Erzgebirge, besonders in Seiffen hergestellt werden.